# Магнум (ракета-носитель)

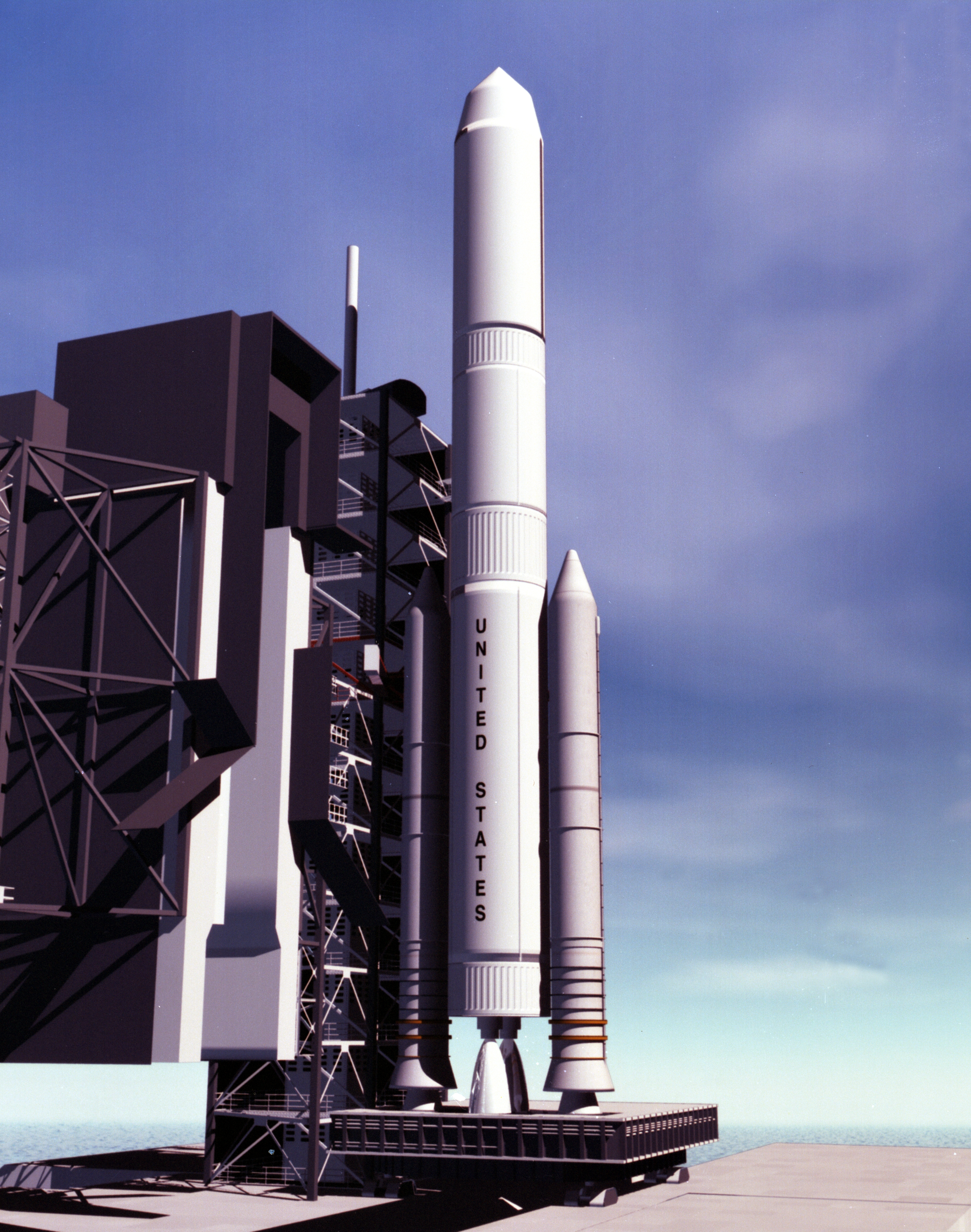
Ракета «Magnum». Изображение НАСА

Магнум (англ. Magnum) — сверхтяжёлая ракета-носитель, разработанная НАСА в Центре космических полётов имени Маршалла в середине 1990-х годов. Ракета, которая после этапа предварительного проектирования никогда не изготовлялась, была предназначена для пилотируемых экспедиций на Марс. 
Носитель был предназначен для вывода около 80 тонн на низкую околоземную орбиту. Носитель достигал 96 метров (315 футов) в длину и имел два боковых ускорителя, похожих на твердотопливные ускорители шаттла, но использующих жидкое топливо. Некоторые варианты использовали крылья и реактивные двигатели для возвращения ступеней к месту старта после отделения полезного груза для повторного использования.
Конструктивная концепция и наработки по проекту были развиты в отменённом проекте носителя Арес-5 и разрабатывающемся SLS.